# Podział administracyjny Wysp Marshalla

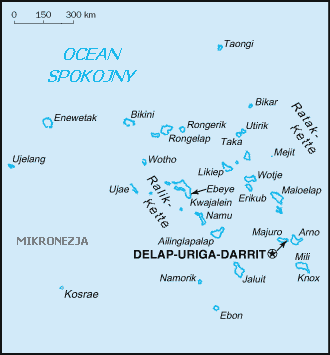
Wyspy Marshalla

Wyspy Marshalla podzielone są na 23 dystrykty odpowiadające położeniu atoli, niektóre z nich są podzielone na mniejsze 33 gminy.
- Dystrykty (Atole i Wyspy):
  - Ailinglaplap
  - Ailuk
  - Arno
  - Aur
  - Ebon
  - Enewetak
  - Jabat
  - Jaluit
  - Kili
  - Kwajalein
  - Lae
  - Lib
  - Likiep
  - Majuro
  - Maloelap
  - Mejit
  - Mili
  - Namdrik
  - Namu
  - Rongelap
  - Ujae
  - Ujelang
  - Utirik
  - Wotho
  - Wotje

- Gminy:
  - Ailinginae
  - Ailinglapalap
  - Ailuk
  - Arno
  - Aur
  - Bikar
  - Bikini
  - Bokak
  - Ebon
  - Enewetak
  - Erikub
  - Jabat
  - Jaluit
  - Jemo
  - Kili Island
  - Kwajalein
  - Lae
  - Lib
  - Likiep
  - Majuro
  - Maloelap
  - Mejit
  - Mili
  - Namorik
  - Namu
  - Rongelap
  - Rongrik
  - Toke
  - Ujae
  - Ujelang
  - Utirik
  - Wotho
  - Wotje